# Chilung

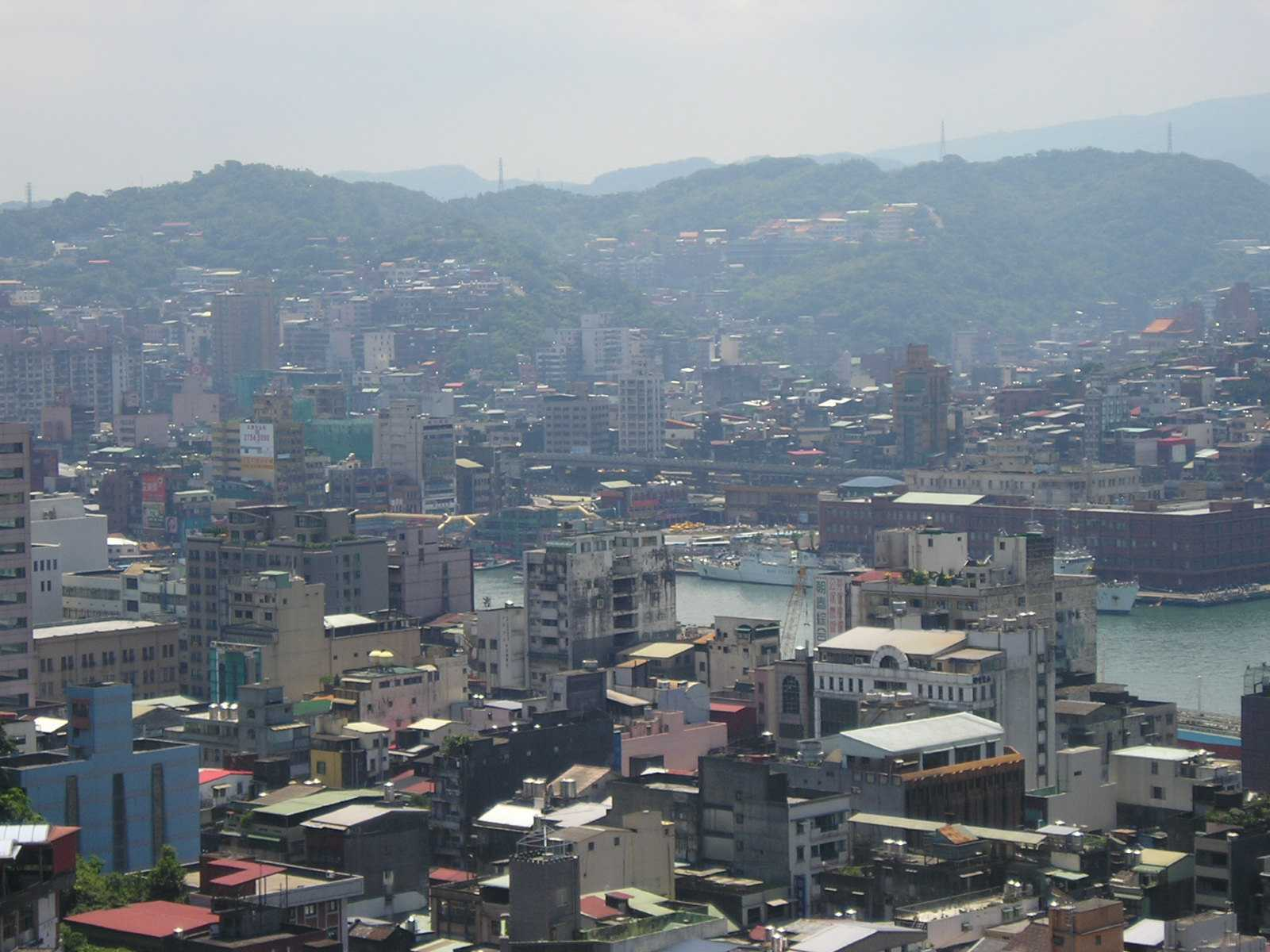
Vy över Chilung.

Chilung (uttalas [ʤi'lʊng']; kinesiska: 基隆; pinyin: Jīlóng; Wade-Giles: Chi-lung; taiwanesiska: Ke-lâng; även stavat Jilong, Kilung eller Keelung) är en provinsiell huvudstad i Taiwan. Den ligger på nordöstra delen av ön och ingår i Taipeis storstadsområde. Den har Taiwans andra största hamn, efter Kaohsiung. Chilung har smeknamnet "den regniga hamnen". Folkmängden uppgick till 388 321 invånare i slutet av 2009, på en yta av 132,76 kvadratkilometer.